# 黃金溪 (阿拉斯加州)
黃金溪（英語：Goldstream）是位於美國阿拉斯加州費爾班克斯-北極星自治市鎮的一個非建制地區和人口普查指定地區。根據2010年美國人口普查，該地人口為3557人，而該地的面積約為222.69平方千米。

## 地理
黃金溪的座標為64°57′14″N 147°37′42″W / 64.95389°N 147.62833°W，而該地的平均海拔高度為127米（即418英尺）。